# Gülten Ceylan
Melahat Gülten Ceylan (* 2. Januar 1946 in Rize; † 24. Juli 1997 in Istanbul) war eine türkische Schauspielerin.

## Leben und Karriere
Ceylan wurde in Rize geboren und spielte während ihrer Karriere in über 70 Filmen, hauptsächlich in den 1960er und 1970er Jahren.
Zu ihren bekanntesten Filmen gehören Çalıkuşu, Bitirimler Sosyetede und Küçük Sevgilim.  Sie verstarb 1997 in Istanbul im Alter von 51 Jahren und wurde auf dem Başıbüyük-Friedhof in Maltepe beigesetzt.

## Filmografie (Auswahl)
- 1962: Acı Hayat
- 1963: Genç Kızlar
- 1963: Bire On Vardı
- 1967: Eşkiya Katırcının Definesi
- 1971: Profesyoneller
- 1972: Hakikat
- 1976: Hasip ile Nasip
- 1979: Sabuha
- 1989: Gülen Adam
- 1989: Kara Sevda
- 1989: Sevdim
- 1991: Aldatacağım
- 1991: Varyemez